# 村山吉隆
村山 吉隆（むらやま よしたか、1969年 - 2024年2月6日）は日本のゲームクリエイター。ブルームーンスタジオ代表取締役社長。

## 経歴
1992年、ゲーム会社のコナミに入社。プログラマーとしての採用だったが、当時の部長に望まれてもいないのに企画書を出し続けていたら、いつの間にか企画職に就いていたという。
コナミ東京に移籍したのを期に『幻想水滸伝』の企画を立ち上げ、ディレクター・シナリオライターを務める。
2002年、『幻想水滸伝III』の開発半ばで降板。そのままコナミ東京を退社し、個人事務所であるブルームーンスタジオを設立する。同作のクレジットから名前が消されているため、何らかのトラブルがあったのではないかと噂されるが、本人曰く円満退社とのこと。現在は同社でフリーのゲームデザイナーとして活動している。
2020年3月、Rabbit ＆ Bear Studiosを設立し社長に就任。2020年7月には2024年発売予定のPCおよびコンソール向けRPG『百英雄伝』の製作を発表し村山は脚本およびゲームデザインを担当する。
2024年2月6日に多臓器不全のため死去した。

## 作品
- 幻想水滸伝シリーズ
  - 幻想水滸伝：ディレクション・シナリオ
  - 幻想水滸伝II：ディレクション・シナリオ
  - 幻想水滸外伝
    - Vol.1：シナリオ
    - Vol.2：シナリオ原案

  - 幻想水滸伝カードストーリーズ：シナリオ原案
  - 幻想水滸伝III：ディレクション・シナリオ
- ツキヨニサラバ：ディレクション・シナリオ
- 転生學園月光録：シナリオ
- マジック:ザ・ギャザリング 燃え尽きぬ炎：脚本
- アライアンス・アライブ：シナリオ
- 無双OROCHI 3：シナリオ原案
- 百英雄伝 Rising：脚本、ゲームデザイン
- 百英雄伝：脚本、ゲームデザイン